# Dewar (ród)
Dewar (Jore) – szkocki ród wywodzący się z doliny Strath Fillan, w hrabstwie Perth w środkowej Szkocji, osiadły głównie w okolicach Edynburga. Od 1428 r. gałąź Dewar Coigerachs jest oficjalnym dziedzicznym opiekunem Pastorału św.Fillana, relikwii jednego z patronów Szkocji, opata Strath Fillan z VIII w. Obecnie relikwia ta znajduje się jako depozyt w Museum of Scotland, w Edynburgu.
Zaliczani niekiedy do klanów MacNab lub Menzies, stanowią raczej osobną rodzinę, której neutralność w waśniach klanowych była ogólnie szanowana, ze względu na święte dziedzictwo. Prawdopodobnie ród, podobnie jak klany MacNab i MacGregor, wywodzi się od dziedzicznych opatów Strath Fillan z IX/X w. Obecnie znani również z produkcji blend whisky, pod nazwą "Dewar". John Dewar, producent whisky został w 1917 zaszczycony tytułem barona Forteviot of Dupplin.
Z tej rodziny pochodził Arthur Dewar, Lord Dewar (1860 – 1917), szkocki polityk i prawnik.